# Іда Штраус
Іда Штраус (нім. Ida Straus; уроджена Розалія Іда Блун, нім. Rosalie Ida Blun; 6 лютого 1849 — 15 квітня 1912) — дружина співвласника універмагу Macy's Ісидора Штрауса, яка загинула разом з ним під час аварії Титаніка у квітні 1912 року. Одна із чотирьох пасажирок першого класу, яким не вдалося врятуватися.

## Життєпис
Розалія Іда Блун (нім. Rosalie Ida Blun) народилася в німецькому місті Вормс у лютому 1849 року. Вона була п'ятою із семи дітей у єврейській родині Натана Блун та Вільгельміни Фройденберг, крім неї в сім'ї були діти — Аманда (1839—1907), Еліас Натан (1842—1878), Луїс (1843—1927), Августа Кароліна (1845—1905), Моріц (1850—1858) та Абрахам Блун (1853—1881). Іда разом із сім'єю батьків переїхала до США, де у 1871 році вийшла заміж за підприємця Ісидора Штрауса. Вона стала матір'ю сімох дітей, один із яких помер у дитинстві.
Подружжя кохали один одного, і коли Ісидору доводилося залишати будинок для виконання своїх обов'язків у Палаті представників США або займатися справами універмагу «Macy's», то вони щодня обмінювалися листами.
На початку 1912 року Ісидор та Іда разом зі своєю онукою Беатріс здійснювали подорож до Європи. Залишивши онуку в Німеччині, вони вирушили знову до США, але перетнути океан вирішили не на німецькому кораблі, як вони це робили завжди раніше, а новому британському лайнері «Титанік».
Ця подорож виявилася фатальною для них, тому що в ніч на 15 квітня 1912 року «Титанік» налетів на айсберг. Один із офіцерів запропонував, враховуючи їхній вік і становище, удвох сісти в шлюпку, але Ісидор категорично відмовився, вирішивши залишитися разом з іншими чоловіками на тонучому кораблі. Він спробував посадити дружину в шлюпку, але та вирішила не залишати його на лайнері, що тоне, заявивши: «Я не залишу чоловіка. Ми завжди були разом, разом і помремо». Замість себе Штрауси посадили в шлюпку власну покоївку Еллен Берд. Востаннє їх бачили, коли вони сиділи на шезлонгах на одній з палуб лайнера, що тоне.
Коли ті, що залишилися живими після катастрофи, прибули до Нью-Йорка, багато з них, у тому числі й Еллен Берд, розповідали журналістам про неймовірний героїзм Іди та її відданість чоловікові. Історію Іди Штраус після цього довгий час переказували журналісти в багатьох газетах, а рабини багатьох єврейських громад на своїх проповідях звеличували перед парафіянами її мужність.
Тіло Іди, на відміну її чоловіка, не було знайдено. На могилі Ісидора Штрауса в Бронксі на згадку про неї встановлено кенотаф.
Персонажі Іди та Ісидора Штраус були зображені в багатьох фільмах про загибель лайнера, серед яких американська драма «Титанік» 1953 року, британський фільм «Загибель Титаніка» (1958), «Врятуйте „Титанік“» (1979), телефільм «Титанік» (1996). Подружжя Штраусів зображено у сценах загибелі лайнера у фільмі «Загибель Титаніка» 1958 року. У картині Джеймса Кемерона «Титанік» 1997 року Штраусів показали разом у каюті, яка поступово заповнюється водою, у момент загибелі лайнера. Сцену, коли Ісидор намагається переконати дружину сісти у шлюпку в підсумковій версії фільму видалили. Незважаючи на те, що подружжя були євреями, воно фігурувало в нацистському пропагандистському фільмі «Титанік» 1943 року випуску, хоча й було виведене як безіменні німецькі пасажири.
Правнучка Ісидора та Іди Штраусів Венді Вейл була одружена із засновником компанії, яка організовувала подорожі до місця краху «Титаніка», який загинув 18 червня 2023 року внаслідок зникнення батискафа «Титан».

## Пам'ять
На згадку про Штраусів в Нью-Йорку встановлено чотири меморіали:
- Меморіальна дошка висить на першому поверсі універмагу Macy's на Мангеттені .
- Пам'ятник Ісідору та Іді встановлений у Штраус-парку на Мангеттені, що знаходиться на перетині Бродвею та Вест-Енд авеню.[2] Парк був розбитий у тому ж кварталі, де колись проживало подружжя.
- Нью-Йоркську громадську школу № 198 названо на честь Штраусів.
- На могилі Ісидора Штрауса на цвинтарі в Бронксі встановлено кенотаф для Іди.